# Baiadera (operetă)
Baiadera   (titlul original: în germană Die Bajadere) este o operetă în trei acte compusă de Emmerich Kálmán,
al cărui libret a fost scris de Julius Brammer și Alfred Grünwald , premiera având loc în anul 1921 la „Carltheater” în Viena.

## Personaje
- Radjami, Prințul moștenitor din Lahore  (tenor)
- Odette Darimonde (soprană)
- Napoleon St. Cloche (tenor)
- Louis Philippe La Tourelle, fabricant de ciocolată (bas)
- Marietta, soția sa (soprană)
- Carambolina, dansatoarea spaniolă
- Pimprinette, compozitor
- Szapáry, jurnalist
- Trebizende, directorul teaterului (bas)
- soția sa (rol parlando)
- contele Armand (tenor)
- Hernandes Campuestos de Toro, ambasadorul spaniol
- Jayawant, ambasadorul indian la Paris
- căpitanul de vapor
- Dewa Singh, ministrul în Lahore (tenor)

## Titlul operetei
Titlul operetei vine de la dansatoarele indiene numite astfel. Unele dintre ele se se numesc devadasi (slujitoarele zeițelor), execută dansuri rituale la ceremoniile religioase hinduiste; altele, numite nacine (rătăcitoare), colindă țara,dansând la festivitățile laice.